# Amblyocarenum walckenaeri
Espèce
Synonymes
- Cyrtocephalus walckenaerii Lucas, 1846
- Cyrtauchenius walckenaeri (Lucas, 1846)
- Cyrtocephalus mauritanicus Lucas, 1846
- Cyrtauchenius similis L. Koch in Ausserer, 1871

Amblyocarenum walckenaeri est une espèce d'araignées mygalomorphes de la famille des Nemesiidae.

## Distribution
Cette espèce se rencontre dans le bassin méditerranéen.

## Description
Les mâles mesurent de 16 à 20 mm et les femelles de 24 à 30,1 mm

## Étymologie
Cette espèce est nommée en l'honneur de Charles Athanase Walckenaer.

## Publication originale
- Lucas, 1846 : Histoire naturelle des animaux articulés. Exploration scientifique de l'Algérie pendant les années 1840, 1841, 1842 publiée par ordre du Gouvernement et avec le concours d'une commission académique. Paris, Sciences physiques, Zoologie, vol. 1, p. 89-271.